# Дунум (Нижня Саксонія)
Дунум (нім. Dunum) — громада в Німеччині, розташована в землі Нижня Саксонія. Входить до складу району Віттмунд. Складова частина об'єднання громад Езенс.
Площа — 26,83 км2. Населення становить 1077 ос. (станом на 31 грудня 2021).